# Emmanuel Maignan
Emmanuel Maignan (Toulouse el 17 de julio de 1601 - Toulouse el 29 de octubre de 1676) fue un físico francés y teólogo procedente de la Orden de los Mínimos. Sus escritos tuvieron su efectividad particularmente en España, donde tuvo ciertas resistencias concretamente por parte de su colega de la congregación de los Mínimos Francisco Palanco.

## Biografía

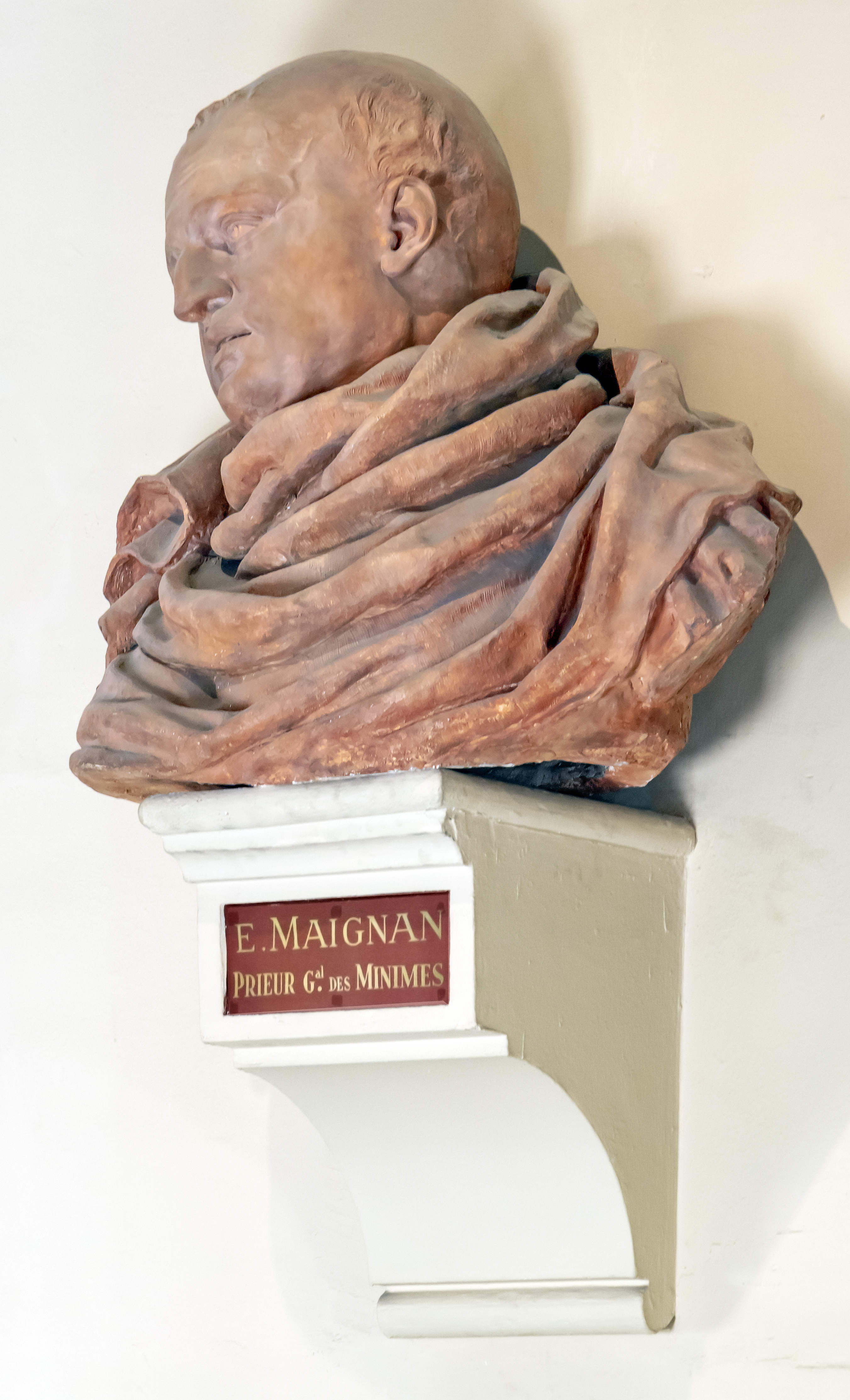
Emmanuel Maignan por Marc Arci

Su padre fue dean de la Cancillería de Toulouse, y su madre fue profesora de medicina en la Universidad de Toulouse. Estudió humanidades en el colegio de jesuitas. A la edad de dieciocho se incorpora a la Orden de los Mínimos. Su primer instructor en filosofía fue un seguidor aristotélico, pero Maignan pronto comienza a disputar y oponerse a todos los que ofrecen una idea favorable a las ideas aristotélicas, especialmente de física. Maigman era más partidario de Platón a Aristóteles. Aprendió matemáticas y geométría, prácticamente sin ayuda de instructor alguno. Al final su habilidad se reconoce por los superiores de la orden, que recaen sobre él la responsabilidad de instruir a los novicios de la Orden. En el año 1636 fue convicado en Roma por el general de la orden para enseñar matemáticas en el Convento de la Trinità dei Monti. Donde llegó a vivir durante un periodo de catorce años, enseñando matemáticas y física, y publicando trabajos en gnomónica y perspectiva. En el año 1650 retorna a Toulouse y se hace provincial. Al pasar los tres años comienza a cuidar los relojes del rey Luis XIV que desde Toulouse es invitado a París, en 1669, mediante la intervención del Cardenal Mazarino.

## Obras
- "Perspectiva horaria sive de horographia gnomonica tum theoretica tum practica" (4 vols., Roma, 1648);
- "Cursus philosophicus" (1st ed., 4 vols., Toulouse, 1652; 2ª ed. con cambios a la edición, Lyon, 1673);
- "Sacra philosophia entis supernaturalis" (Lyon, 1662, 1st vol., y 1672, 2º vol.);
- "Dissertatio theologica de usu licito pecuniæ" (Lyon, 1673). Obra incluida en el Index Librorum Prohibitorum de la Iglesia católica.